# Saint-Maurice-sur-Fessard
Saint-Maurice-sur-Fessard és un municipi francès, situat al departament del Loiret i a la regió de Centre – Vall del Loira. L'any 2007 tenia 1.103 habitants.

## Demografia

### Població
El 2007 la població de fet de Saint-Maurice-sur-Fessard era de 1.103 persones. Hi havia 425 famílies, de les quals 92 eren unipersonals (46 homes vivint sols i 46 dones vivint soles), 120 parelles sense fills, 174 parelles amb fills i 39 famílies monoparentals amb fills.
La població ha evolucionat segons el següent gràfic:
Habitants censats

### Habitatges
El 2007 hi havia 514 habitatges, 424 eren l'habitatge principal de la família, 49 eren segones residències i 41 estaven desocupats. 496 eren cases i 15 eren apartaments. Dels 424 habitatges principals, 344 estaven ocupats pels seus propietaris, 73 estaven llogats i ocupats pels llogaters i 7 estaven cedits a títol gratuït; 5 tenien una cambra, 8 en tenien dues, 76 en tenien tres, 121 en tenien quatre i 214 en tenien cinc o més. 361 habitatges disposaven pel capbaix d'una plaça de pàrquing. A 165 habitatges hi havia un automòbil i a 234 n'hi havia dos o més.

### Piràmide de població
La piràmide de població per edats i sexe el 2009 era:
| Homes | Edats   | Dones |
| ----- | ------- | ----- |
| 0     | 95 o +  | 0     |
| 0     | 90 a 94 | 4     |
| 4     | 85 a 89 | 4     |
| 8     | 80 a 84 | 16    |
| 12    | 75 a 79 | 12    |
| 20    | 70 a 74 | 32    |
| 32    | 65 a 69 | 24    |
| 16    | 60 a 64 | 24    |
| 24    | 55 a 59 | 20    |
| 28    | 50 a 54 | 32    |
| 36    | 45 a 49 | 48    |
| 20    | 40 a 44 | 16    |
| 44    | 35 a 39 | 36    |
| 32    | 30 a 34 | 36    |
| 32    | 25 a 29 | 16    |
| 28    | 20 a 24 | 24    |
| 12    | 15 a 19 | 16    |
| 28    | 10 a 14 | 32    |
| 20    | 5 a 9   | 40    |
| 40    | 0 a 4   | 16    |

## Economia
El 2007 la població en edat de treballar era de 696 persones, 527 eren actives i 169 eren inactives. De les 527 persones actives 485 estaven ocupades (251 homes i 234 dones) i 42 estaven aturades (24 homes i 18 dones). De les 169 persones inactives 78 estaven jubilades, 55 estaven estudiant i 36 estaven classificades com a «altres inactius».

### Ingressos
El 2009 a Saint-Maurice-sur-Fessard hi havia 433 unitats fiscals que integraven 1.141,5 persones, la mediana anual d'ingressos fiscals per persona era de 18.609 €.

### Activitats econòmiques
Dels 37 establiments que hi havia el 2007, 2 eren d'empreses alimentàries, 11 d'empreses de construcció, 6 d'empreses de comerç i reparació d'automòbils, 1 d'una empresa de transport, 2 d'empreses d'hostatgeria i restauració, 1 d'una empresa financera, 2 d'empreses immobiliàries, 4 d'empreses de serveis, 3 d'entitats de l'administració pública i 5 d'empreses classificades com a «altres activitats de serveis».
Dels 14 establiments de servei als particulars que hi havia el 2009, 1 era un taller de reparació d'automòbils i de material agrícola, 4 paletes, 2 guixaires pintors, 2 fusteries, 1 electricista, 1 perruqueria, 2 restaurants i 1 agència immobiliària.
Dels 2 establiments comercials que hi havia el 2009, 1 era una botiga de més de 120 m² i 1 una botiga de menys de 120 m².
L'any 2000 a Saint-Maurice-sur-Fessard hi havia 15 explotacions agrícoles que ocupaven un total de 735 hectàrees.

## Equipaments sanitaris i escolars
El 2009 hi havia una escola elemental.

## Poblacions més properes
El següent diagrama mostra les poblacions més properes.